# Edmund Rumpler
Edmund Rumpler (Viena, 4 de janeiro de 1872 — Züsow, 7 de setembro de 1940) foi um projetista de automóveis e aeronaves austríaco.
Nascido no então Império Austro-Húngaro (atual Áustria), trabalhou a maior parte do tempo na Alemanha. Engenheiro automotivo prático, colaborou com Hans Ledwinka na Nesselsdorfer Wagenbau-Fabriks-Gesellschaft (depois Tatra (automóveis)) no projeto do Nesselsdorf Präsident, em 1897.

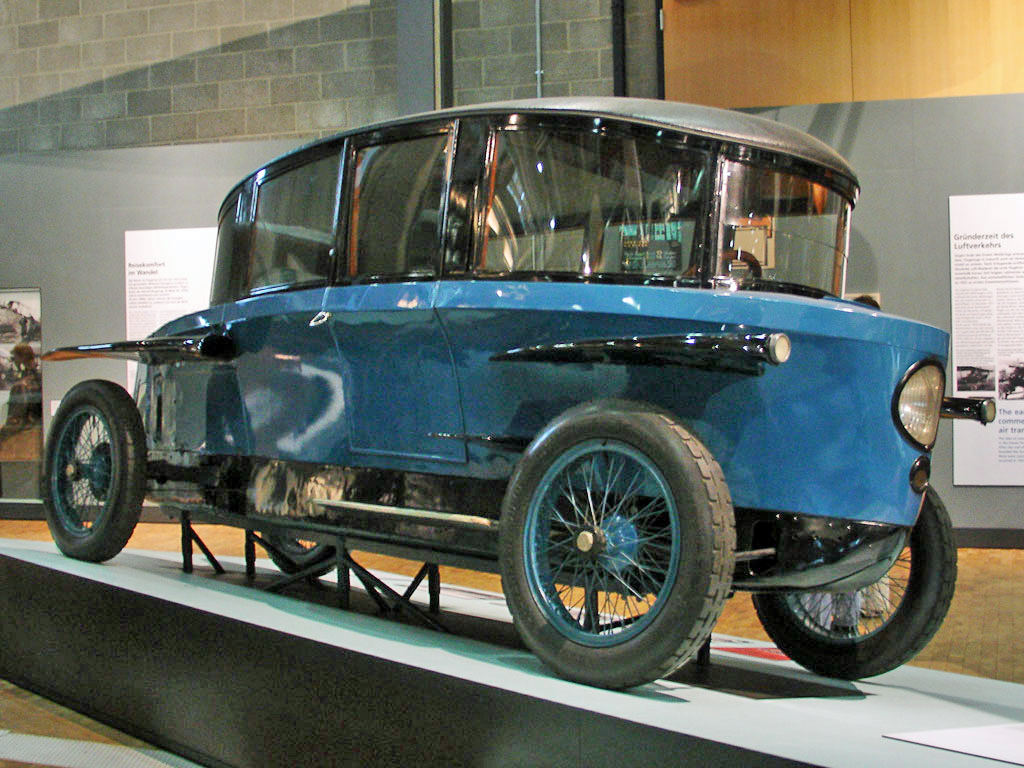
Tropfenwagen

Em 1903 saiu da Daimler para tornar-se diretor técnico da Adler (automóveis). Projetou o primeiro motor alemão a agregar numa unidade uma caixa de câmbio na Adler. No ano seguinte patenteou um sistema de suspensão automotiva traseira com eixo pendular, ideia posteriormente adotada por Ferdinand Porsche para o Volkswagen Fusca, bem como por Chevrolet para o Corvair.
Seu interesse voltou-se então para a aviação. Ele deixou a Adler em 1907 e, em 1910, copiando seu conterrâneo Igo Etrich, tornou-se o primeiro fabricante de aeronaves na Alemanha.
Rumpler continuou porém interessado em automóveis, e após a Primeira Guerra Mundial aplicou princípios aerodinâmicos em um automóvel, construindo o Rumpler Tropfenwagen (literalmente "carro gota") em Berlim. Um modelo foi sensação na Internationale Automobil-Ausstellung de 1921 em Berlim. Rumplerproduziu um carro com um surpreendentemente baixo coeficiente de resistência aerodinâmica de somente 0,28 (quando testado em 1979); o Fiat 508 daquele período, em contraste, tinha o coeficiente 0,60.

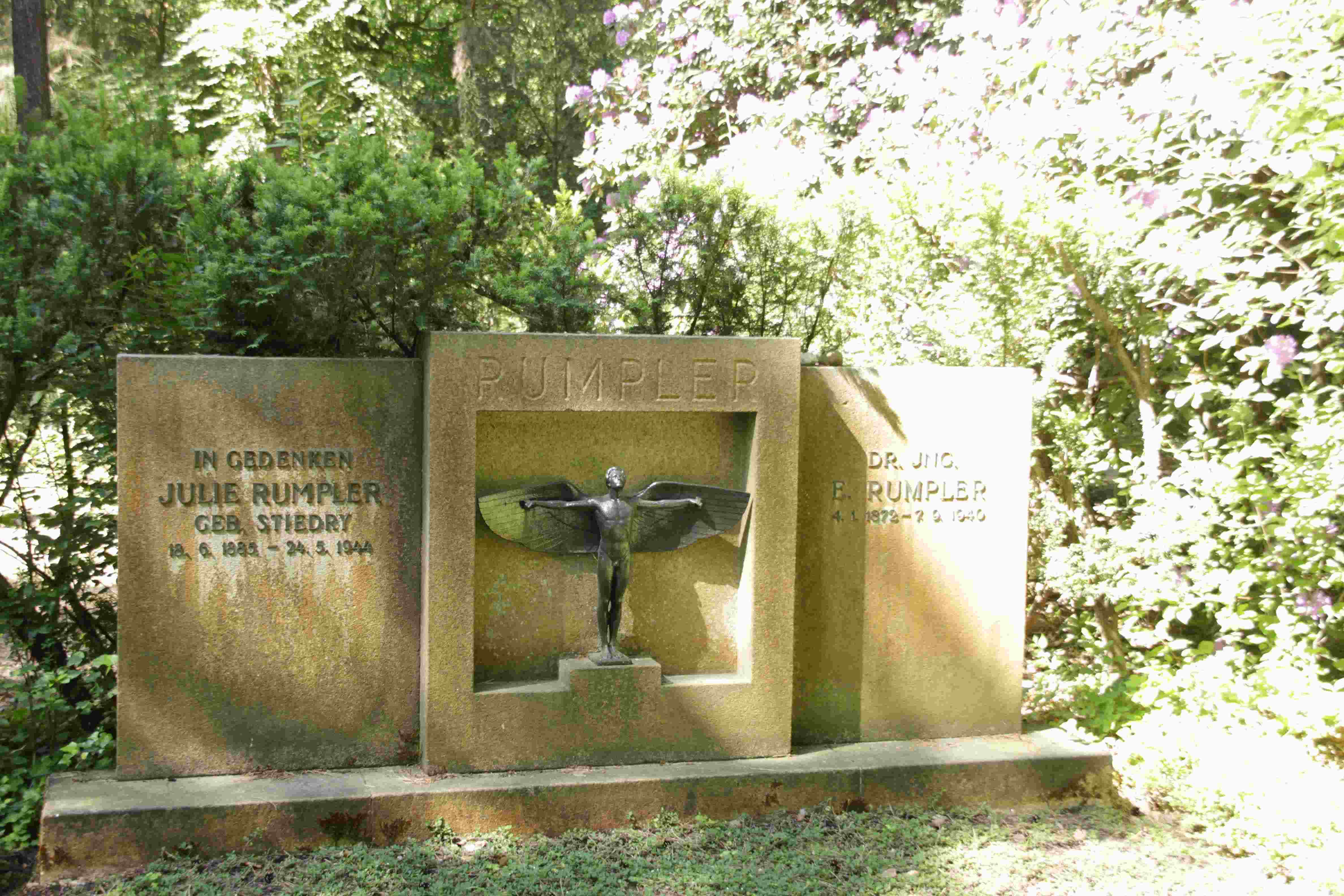
Sepultura de Edmund Rumpler no Südwestkirchhof Stahnsdorf

O projeto de Rumpler inspirou os carros de corrida da época anterior à Fórmula 1 Benz Tropfenwagen 1923 (que usou o chassis de Rumpler praticamente sem modificação) e o Auto Union (construído com auxílio de engenheiros da Rumpler).
O Tropfenwagen de Rumpler não foi um sucesso comercial, tendo sido montados somente 100 unidades, duas das quais ainda existentes Rumpler retornou à construção de aviões.
Por ser judeu, Rumpler foi preso após a ascensão de Adolf Hitler ao poder em 1933, sendo sua carreira assim arruinada, apesar de ele ter sido solto em seguida. Morreu em 1940, e os nazistas destruíram seus arquivos.